# Mogandé
Ne doit pas être confondu avec Mogandé-Peulh.
Mogandé est une localité située dans le département de Bitou de la province du Boulgou, dans la région Centre-Est au Burkina Faso.

## Géographie
La commune est traversée par la route nationale 16.

## Démographie
| 2003 | 2006  | 2012 |
| ---- | ----- | ---- |
| 350  | 4 325 | -    |

## Santé et éducation
Mogandé accueille un dispensaire isolé. Le centre médical (CM) se trouve à Bitou et le centre médical avec antenne chirurgicale (CMA) de la province est à Tenkodogo.
Le village possède deux écoles primaires publiques (écoles 1 et 2).